# Арма (графство)
Арма (англ. Armagh, ірл. Ard Mhacha) — графство на півночі Ірландії.

## Адміністративний поділ
Входить до складу провінції Ольстер на території Північної Ірландії. Столиця — Арма.

## Географія
Найменше графство Північної Ірландії. Рівнина на півночі, невисокі пагорби на півдні, головні річки Ванн і Блеквотер впадають в Лох-Ней.

## Політика
Арма є одним з основних оплотів націоналістів з ІРА. Через заворушення і численні випадки насильства на релігійно-політичному ґрунті в південній частині графства довгий час знаходився значний контингент британських військових.

## Уродженці
- Вільям Олфертс — офіцер Армії Британської Індії та ірландський кавалер Хреста Вікторії